# Aberdeenshire Cup
Aberdeenshire Cup là giải đấu cho tất cả các câu lạc bộ thuộc Aberdeenshire and District Football Association (ADFA), là các đội đến từ hạt lịch sử Aberdeenshire và Banffshire. Aberdeenshire Cup hiện tại được tài trợ bởi báo Evening Express.
Aberdeen F.C. là đội bóng thành công nhất giải đấu với số lần vô địch kỷ lục là 35 lần. Đương kim vô địch là Buckie Thistle sau khi đánh bại Cove Rangers trong loạt sút luân lưu sau khi hòa 2-2 trên sân Harlaw Park, Inverurie.